# Park County (Colorado)
Park County is een county in de Amerikaanse staat Colorado.
De county heeft een landoppervlakte van 5.700 km² en telt 14.523 inwoners (volkstelling 2000). De hoofdplaats is Fairplay.

## Bevolkingsontwikkeling

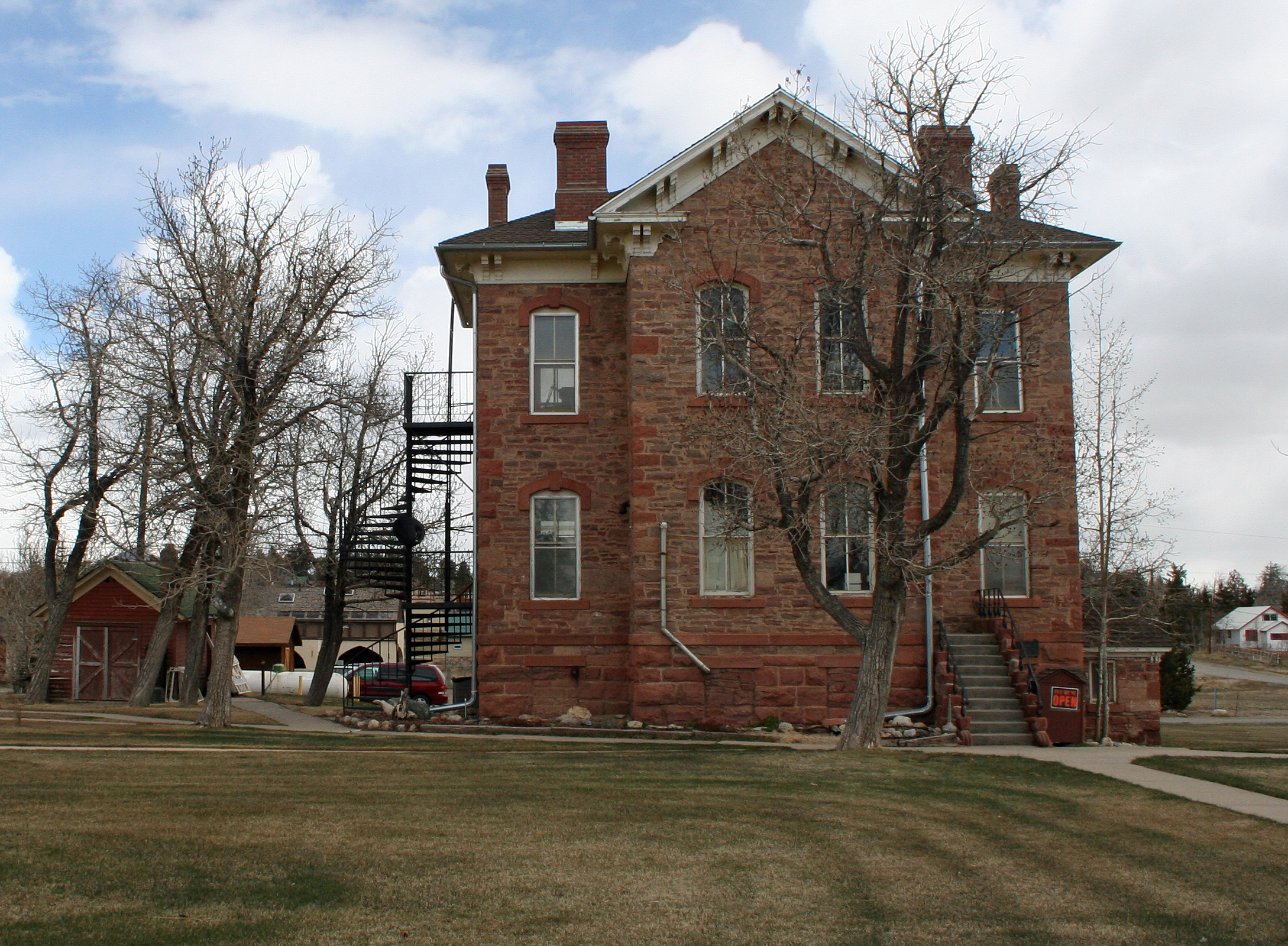
Park County Courthouse